# Naruto: Ultimate Ninja (série)
Naruto: Ultimate Ninja est une série de jeux vidéo de combat basée sur le manga Naruto et sa série animée. Elle est développée par CyberConnect2 et éditée par Bandai, puis par Bandai Namco Games. Le premier volet intitulé Naruto: Ultimate Ninja est sorti en 2003 sur la PlayStation 2 et a été suivi par quatre volets supplémentaires sur la même console. En outre, cinq spinoffs ont été réalisés sur la PlayStation Portable. Ils réalisent un lien avec la PlayStation 3 sur laquelle sort Naruto: Ultimate Ninja Storm en 2008, le premier jeu de la saga à faire figurer des affrontements en trois dimensions. Il est le premier opus de la sous-série Storm. Alors que la série Ultimate Ninja est au départ une exclusivité de l'écosystème PlayStation, elle est aussi présente sur Xbox et PC à partir de la sortie de Naruto Shippūden: Ultimate Ninja Storm 2 pour la Xbox 360 et Naruto Shippuden: Ultimate Ninja Storm 3 Full Burst sur Windows. Les dernières versions de jeux Naruto Ultimate Ninja Storm ont aussi été portés sur la Nintendo Switch, comme Naruto Shippuden: Ultimate Ninja Storm Trilogy sorti le 26 avril 2018. La série Naruto: Ultimate Ninja s'est vendue à plus de 20 millions d'exemplaires dans le monde en décembre 2019.

## SérieUltimate Ninja

### Naruto: Ultimate Ninja
Naruto: Ultimate Ninja est le premier opus de la série Ultimate Ninja à l'international et de la série Hero au Japon. Le jeu est sorti le 23 octobre 2003 au Japon, le 17 novembre 2006 en Europe, le 26 juin 2006 en Amérique du Nord et le 17 novembre 2006 en Australie.
Les joueurs peuvent lancer des techniques spéciales et des jutsus. Certains personnages peuvent activer un mode spécial grâce à l'utilisation de leur technique spéciale. Il améliore leurs capacités et leur octroie de nouvelles capacités. Le jeu comporte aussi des objets, comme les shuriken et les kunai. Il dispose de nombreux lieux de combats à plusieurs niveaux, les joueurs parcourent ainsi le monde de Naruto. Ils peuvent s'affronter au Village caché des feuilles, dans l'arène de l'Examen chunin ou encore dans la Forêt de la mort. L'on peut aussi faire appel à des personnages de soutien lors de la partie; Naruto fera appel à Iruka et Sasuke à Kakashi Hatake. Le jeu est composé d'un mode histoire reposant sur un style arcade. Même si le jeu couvre les événements du manga original de l'arc introductif à l'arc invasion de Konoha, les douze chapitres de ce mode histoire dépeignent les faits sous le point de vue de plusieurs personnages. Les faits relatés dans le jeu différent alors légèrement de la trame originale de l'histoire (par exemple, Neji est déclaré vainqueur du combat qui l'oppose à Naruto). Chaque histoire est constituée de six affrontements entrecoupés de dialogues montrés à l'écran dans un style qui rappelle un manga, l'un des nombreux hommages du jeu à son œuvre de référence.
Dans la version originale japonaise, il n'y avait que douze personnages jouables (Gaara, Haku, Hinata Hyūga, Kakashi Hatake, Naruto Uzumaki, Neji Hyūga, Orochimaru, Rock Lee, Sakura Haruno, Sasuke Uchiha, Shikamaru Nara and Zabuza Momochi). Toutefois, Namco Bandai a ajouté la possibilité de sélectionner séparément Sasuke marque maudite et Naruto possédé par Kyubi dans les versions Nord américaine et européenne. Puisque ces personnages étaient déjà jouables dans la version japonaise en tant que transformations spéciales, ils ont perdu la capacité de se transformer dans leur version la plus puissante au cours des combats. La transformation originale japonaise servira plus tard comme base de travail pour les transformations dans Naruto: Ultimate Ninja 3.

### Naruto: Ultimate Ninja 2
Naruto: Ultimate Ninja 2 est le deuxième opus de la saga de jeux de combat Naruto:Ultimate Ninja et le deuxième de la saga Hero au Japon. Comme plusieurs autres jeux Naruto au Japon, il a été commercialisé avec deux jaquettes: l'une fait figurer Naruto au premier plan entouré de plusieurs autres personnages en arrière plan et l'autre représente Sasuke et d'autres personnages. Le jeu est sorti le 30 septembre 2004 au Japon, le 13 juin 2007 en Amérique du Nord et le 19 octobre 2007 en Europe.
Ultimate Ninja 2 propose une expérience de jeu similaire à Ultimate Ninja, avec de nombreux éléments de jeu et géographie identiques. Le jeu remplace le mode histoire de style arcade du jeu original par un mode histoire RPG qui couvre les événements jusqu'à environ l'épisode 96 de l'anime ainsi qu'un arc de inédit à propos d'un sceau spécial fabriqué par Orochimaru. Il s'agit du dernier jeu à proposer des personnages de soutien jusqu'à Ultimate Ninja 5 car la fonction est exclue dans Ultimate Ninja 3 . Cette fois-ci, les personnages de soutien ne sont plus fixés à l'avance et tous les personnages du jeu ont la possibilité de devenir des personnages de soutien.
Le jeu dispose de 32 personnages jouables (33 dans la version japonaise avec l'inclusion de Doto Kazahana pour promouvoir le film Naruto the Movie: Ninja Clash in the Land of Snow. Cette opération de promotion comprend également deux scènes du film qui n'étaient pas incluses dans les versions internationales). Tous les personnages ont la possibilité d'activer des modes spéciaux pendant le combat (contrairement au jeu original qui restreignait les modes à quelques personnages).

### Naruto: Ultimate Ninja 3
Naruto Ultimate Ninja 3 est le troisième opus de la saga de jeux de combat Naruto:Ultimate Ninja et le dernier de la saga Hero au Japon. Le jeu est sorti le 22 décembre 2005 au Japon, le 25 mars 2008 en Amérique du Nord, en Europe le 5 septembre 2008 en Australie le 12 septembre 2008. Il est aussi sorti le 5 septembre 2005 en Angleterre, mais il s'agissait d'une exclusivité de la chaîne de magasins Tesco. Il dispose du plus grand roster de personnages a sa sortie et du troisième plus large roster de la série Ultimate Ninja, avec 42 personnages pour couvrir les événements de l'histoire originale jusqu'à l'épisode 135 de l'anime. Le joueur peut s'équiper de jutsus, une possibilité incluse à partir du deuxième opus, et pour la première fois s'équiper de jutsus ultimes. Quand deux jutsus de la même intensités sont lancés en même temps, le jeu propose un clash de jutsus dans lequel le ou les joueurs doivent rapidement presser le bouton indiqué à l'écran et répéter rapidement l'opération jusqu'à ce que l'un des jutsu l'emporte sur l'autre. Dans ce jeu, le joueur peut à la fois réaliser des transformations temporaires (comme Sasuke marque maudite et les Portes de Rock Lee) grâce à un Jutsu ultime et d'autres transformations plus longues qui durent jusqu'à la fin du combat (Comme Naruto possédé par Kyubi ou la seconde forme de la marque maudite de Sasuke). Le jeu améliore aussi grandement l'expérience RPG de la saga et est le premier à être implémenté de cinématiques réalisées en CGI. Les joueurs ont aussi la possibilité d'invoquer d'autres personnages par le biais de leur Jutsu ultime, comme Gamabunta. Toutefois, les personnages de soutien ont été retirés et le jeu contraint le joueur à n'utiliser qu'un seul type Jutsu ultime par combat, au lieu de l'habituel présélection de trois techniques (le joueur peut choisir le jutsu qu'il souhaite utiliser avant le combat).
Aussi, la version japonaise est accompagnée d'un DVD bonus qui contient un OVA animé spécial de 26 minutes. Il met en scène beaucoup de personnages de la série, vivants comme morts, ce qui en fait un contenu non canon. Le scénario se focalise sur un tournoi type battle royal, qui prodigue aux joueurs des astuces qu'ils peuvent utiliser dans le mode RPG du jeu.

### Naruto Shippuden: Ultimate Ninja 4
Naruto Shippuden: Ultimate Ninja 4 est le quatrième opus de la série Ultimate Ninja et le premier opus de la saga Accel au Japon. Il est sorti le 5 avril 2007 au Japon, le 24 mars 2009 en Amérique du Nord et le 30 avril 2009 en Europe. Le jeu introduit pour la première fois dans la série Ultimate Ninja les personnages issus de Naruto Shippuden. Au total, le jeu comporte 52 personnages jouables. Autre nouveauté, l'ajout de jutsus ultimes fixes, qui changent en fonction de la vie restante des personnages ou si le joueur est entré dans un état second. Le style graphique du jeu se détache du style cell shading des précédents opus, pour plus ressembler au style de l'anime. Le mode RPG (désormais appelé Mode Maître) est grandement amélioré, son gameplay est dorénavant axé action et exploration du vaste monde de Naruto (contrairement aux précédents jeux qui disposaient plutôt d'un gameplay orienté bac à sable).
Le jeu ne couvre que la moitié de l'arc Sauvetage du Kazekage dans Naruto Shippuden (soit approximativement l'épisode 15). Pour compenser le manque d'histoire originale à adapter, un arc inédit est conçu spécialement pour ce jeu. Il se situe durant l'ellipse, lorsque Naruto est entraîné par Jiraya et s'intitule "l'ombre noire". Le mode histoire du Héros d'Ultimate Ninja 3 est aussi réutilisé. Il recense désormais plus fidèlement les événements de la série originale. Les scènes et les CGI d'Ultimate Ninja 3 sont complètement remodélisées et améliorées.

### Naruto Shippūden: Ultimate Ninja 5
Naruto Shippuden : Ultimate Ninja 5 est le cinquième opus de la série Ultimate Ninja en Occident et le second opus de la série Accel au Japon. Il est sorti le 20 décembre 2007 au Japon, le 27 novembre 2009 en Europe et le 3 décembre 2009 en Australie. Le jeu comporte 61 personnages jouables et continue d'adapter les événements de Naruto Shippuden. Il prend la suite de l'arc Sauvetage du Kazekage et va jusqu'à la fin de l'arc Sasuke, soit l'épisode 53 de l'anime (l'anime n'avait pas fini d'adapter l'arc à la sortie du jeu). Le jeu introduit de nouvelles fonctionnalités de gameplay, comme l'ajout des personnages de soutien. Ils sont désormais choisis durant la phase de sélection des personnages et peuvent être appelés durant le combat pour infliger des dommages supplémentaires aux ennemis. Certaines combinaisons de personnages donnent lieu à des jutsus uniques; elles reflètent les liens des personnages dans l'œuvre originale. Ces personnages de soutien sont obligatoires. Beaucoup de jutsus des précédents volets ont été améliorés, comme les jutsus ultimes et ceux des attaques combinées mentionnées précédemment. À l'inverse, les invocations ont été supprimées du jeu. Ce dernier reprend le mode RPG de son prédécesseur et il permet désormais de contrôler des personnages autres que Naruto (comme Sakura Haruno et Kakashi Hatake). Quant à lui, le mode Histoire du Héros qui reprend les événements de la série originale a été supprimé, bien que les personnages qu'il met en scène soient inclus dans le jeu. Il est le dernier jeu de la série Ultimate Ninja sur PlayStation 2, mais aussi le dernier jeu sous le nom d'Ultimate Ninja en Occident. Le passage à la nouvelle génération de consoles, avec la PlayStation 3, introduit la nouvelle série Ultimate Ninja Storm.

## SérieUltimate Ninja Heroes

### Naruto Ultimate Ninja Heroes
Naruto: Ultimate Ninja Heroes est un jeu de combat exclusif en Amérique du Nord et en Europe . Il est sorti en Amérique du Nord le 28 août 2007 et en Europe le 14 septembre 2007. Il s'agit essentiellement d'une version révisée de Naruto: Narutimate Portable , qui s'avère également être une version réduite de Naruto: Ultimate Ninja 2. Le jeu propose 20 personnages, 8 étapes et plusieurs nouvelles fonctionnalités, telles qu'un système de combat à trois, des combats sans fil à deux joueurs et des "compétences d'équipe cachée", qui confèrent des capacités spéciales à une certaine combinaison de personnages.

### Naruto: Ultimate Ninja Heroes 2 - The Phantom Fortress
Naruto: Ultimate Ninja Heroes 2 - The Phantom Fortress, connu sous le nom au Japon comme Naruto: Narutimetto Pōtaburu - Mugenjō pas Maki ( NARUTO-ナルト-ナルティメットポータブル無幻城の巻, Lit. Naruto: Narutimate Portable - Château des Illusions ), a été publié en Japon le30 mars 2006 et en Amérique du Nord le 24 juin 2008 et en Europe le 11 juillet 2008.
Dans ce jeu Naruto, le joueur peut équiper des compétences et des objets pour quatre personnages de son choix. Cette version est la version complète et non modifiée de Naruto: Ultimate Ninja Heroes., et contient les trois personnages supprimés, notamment Le troisième Hokage, Shizune et Kabuto.

### Naruto Shippuden: Ultimate Ninja Heroes 3
Le jeu est sorti au Japon le 10 décembre 2009, en Amérique du Nord le 11 mai 2010 et en Europe le 14 mai 2010. Le jeu présente une liste de plus de 50 personnages, dont 48 de la série télévisée Naruto. Shippuden. Le jeu propose des batailles multijoueurs locales à 4 joueurs, ainsi que Sasuke et les membres de l'équipe Hebi.

### Naruto Shippuden: Ultimate Ninja Impact
Le scénario du jeu inclut l’arc de sauvetage de Kazekage jusqu’à l’arc Sommet des Cinq Kage. Le jeu propose des batailles de boss, un tout nouveau système de bataille de pointe, des actions 1 contre 100, des missions multijoueurs ad hoc, ainsi que plus de 50 personnages, dont 26 jouables. Le jeu est sorti en Amérique du Nord le 18 octobre 2011, au Japon le 20 octobre 2011, en Europe le 21 octobre 2011 et en France le 10 novembre 2011 sur la PlayStation Portable.

## SérieUltimate Ninja Storm

### Naruto: Ultimate Ninja Storm
Le jeu est sorti sur PlayStation 3 (PS3) en Amérique du Nord le 4 novembre 2008, en Europe le 7 novembre 2008, en Australie le 20 novembre 2008 et au Japon le 15 janvier 2009. Il est basé sur la populaire série de dessins animés et manga Naruto de Masashi Kishimoto, et le premier la série Naruto: Ultimate Ninja sur PS3. Le jeu propose un style de combat en 3 dimensions et compte 25 personnages. Neuf ans après la sortie du jeu, des trophées sont ajoutés avec la version PlayStation 4. Le 24 septembre 2024, le jeu sort sur Android et iOS.

### Naruto Shippuden: Ultimate Ninja Storm 2
Il s’agit du deuxième volet de la série Ultimate Ninja Storm et de la suite de Naruto: Ultimate Ninja Storm publiée par Namco Bandai Games. La Xbox 360 commence avec ce jeu. Le jeu est sorti en Europe le 15 octobre 2010, le 19 octobre 2010 en Amérique du Nord et le 21 octobre 2010 au Japon.

### Naruto Shippuden: Ultimate Ninja Storm Generations
Tous les personnages des deux premiers opus (sauf Lars) apparaissent avec des nouveaux. Il s'agit d'un hors-série. Le jeu est sorti le 23 février 2012 au Japon, le 13 mars 2012 en Amérique du Nord et le 30 mars 2012 en Europe.

### Naruto Shippuden: Ultimate Ninja Storm 3
Le jeu fait suite du deuxième opus. Le jeu est sorti le 5 mars 2013 en Amérique du Nord, le 8 mars 2013 en Europe et le 18 avril 2013 au Japon.

### Naruto Shippuden: Ultimate Ninja Storm 3: Full Burst
Le jeu est sorti le 22 octobre 2013 en Amérique du Nord, le 24 octobre 2013 au Japon et en Europe le 25 octobre 2013 sur PC et le 31 janvier 2014 sur PS3 et Xbox 360.

### Naruto Shippuden: Ultimate Ninja Storm Revolution
L'histoire se passe sur une île. Le jeu est sorti le 11 septembre 2014 au Japon, le 12 septembre 2014 en Europe et le 16 septembre 2014 en Amérique du Nord. C'est le deuxième hors-série de cette série.

### Naruto Shippuden: Ultimate Ninja Storm 4(etRoad to Boruto)
Le jeu est sorti le 4 février 2016 au Japon, le 5 février 2016 en Europe et le 9 février 2016 en Amérique du Nord. L'histoire continue avec le DLC de Boruto qui est sorti le 2 février 2017 au Japon et le 3 février 2017 en Occident sur la PlayStation 4 et Xbox One. L'Extension "Next Generations" a été ajouté le 23 avril 2020 au Japon et le 24 avril 2020 en Occident sur la Nintendo Switch.

### Naruto x Boruto: Ultimate Ninja Storm Connections
Le jeu est sorti le 16 novembre 2023 au Japon et le lendemain en Europe ainsi qu'en Amérique du Nord. Il a la particularité de bénéficier d'un doublage français.